# 佐々木孝次
佐々木 孝次（ささき たかつぐ、1938年10月28日 - ）は、日本の精神分析学者。専修大学名誉教授。

## 来歴
東京都生まれ。1961年早稲田大学仏文科卒、1963年同大学院修士課程修了、パリ大学へ留学し、フロイト、ジャック・ラカンの精神分析と出会い、自分自身を分析し、精神分析を専門とする。コーズ・フロイディエンヌ（ラカン派）正会員。帰国してからは、1970年に杉野女子大学助教授、1993年まで信州大学教養部教授、1993年から2009年まで専修大学文学部教授（2009年3月末日に定年退職）。
日本における父親権力の弱さを指摘し、河合隼雄の立場に近かったが、「愛させる技術」日本語における「蠱物（まじもの）」としての言葉などを提唱し、次第に日本文化論へ向かった。岸田秀とともに、伊丹十三に影響を与えた一人である。パリ時代の自己分析の過程を描いた『心の探究』は伊丹に絶賛されている。

## 著書
- 『母親・父親・掟 精神分析による理解』せりか書房 1979
- 『心の探究 精神分析の日記』せりか書房 1980
- 『愛することと愛させること』弘文堂 1981
- 『父親とは何か その意味とあり方』講談社現代新書 1982
- 『ラカンの世界』弘文堂 1984
- 『母親と日本人』文藝春秋 1985
- 『幻影のディスクール』福武書店 1986
- 『甦るフロイト思想』講談社現代新書 1987
- 『三熊野幻想 天皇と三島由紀夫』せりか書房 1989
- 『蠱物としての言葉』有斐閣 1989
- 『祖霊という装置』青土社 1992
- 『エディプス・コンプレクスから模倣の欲望へ』情況出版 1996
- 『文字と見かけの国―バルトとラカンの「日本」』太陽出版 2007
- 『「気」の精神分析』せりか書房 2011
- 『ラカン「レトゥルディ」読解 《大意》と《評釈》』せりか書房 2015
- 『ラカン「リチュラテール」論 大意・評注・本論』せりか書房 2017

### 共著
- 『快の打ち出の小槌 日本人の精神分析講義』伊丹十三対談 朝日出版社 Lecture books 1980
- 『ラカン『アンコール』解説』せりか書房 2013

### 翻訳
- ルネ・カナック『ネチャーエフ ニヒリズムからテロリズムへ』現代思潮社 1964
- ネルヴァル『シルヴィ』世界青春文学名作選 第23 学習研究社 1965
- マリー・ボナパルト『クロノス・エロス・タナトス』せりか書房 1968
- 『欲望と幻想 精神分析における構造主義』編訳 サイマル出版会 1970
- マリー・ボナパルト『女性と性』弘文堂 1970
- ジャック・ラカン『エクリ1』宮本忠雄、竹内迪也、高橋徹 共訳 弘文堂、1972
- ジャック・シャゾー『精神分析50語』朝日出版社 1975
- ジャック・ラカン『エクリ2』三好暁光、早水洋太郎共訳 弘文堂 1977
- ギイ・ロゾラート『精神分析における象徴界』法政大学出版局 1980
- ジャック・ラカン『エクリ3』海老原英彦、芦原眷共訳 弘文堂 1981
- ムスタファ・サーファン『女性のセクシュアリティ』海老原英彦・八島章太郎・三室泉共訳 弘文堂 1982
- カトリーヌ・クレマン『ジャック・ラカンの生涯と伝説』市村卓彦共訳 青土社 1983
- ジャック・ラカン『ディスクール』市村卓彦共訳 弘文堂 1985
- P.コフマン 編『フロイト&ラカン事典』監訳. 弘文堂 1997
- ジャック・ラカン『無意識の形成物』ジャック＝アラン・ミレール編 原和之、川崎惣一共訳 岩波書店 2005-2006